# Dwight W. Burney
Dwight Willard Burney, né le 7 janvier 1892 à Hartington (Nebraska) et mort le 10 mars 1987 à Mesa (Arizona), est un homme politique républicain américain. Il est le 30ème gouverneur du Nebraska entre 1960 et 1961. Il exerce ce mandat de façon intérimaire, après le décès du gouverneur Ralph G. Brooks et jusqu'à l'investiture de Frank B. Morrison.

## Sources
- (en) Cet article est partiellement ou en totalité issu de l’article de Wikipédia en anglais intitulé « Dwight W. Burney » (voir la liste des auteurs).